# Саргашко море
Саргашко море (енгл. Sargasso Sea; рус. Саргассово море) представља акваторију у централном делу Атлантског океана која се одликује специфичним физичко-хемијским карактеристикама. Једино је море које нема обалску линију, а једина копнена површина коју повремено запљускује су Бермудска острва. Саргашко море је добило име по једној врсти алге  (порт. sargaço) чије присуство су открили португалски морепловци приликом истраживања обала Азорских острва.
Море је на западу омеђено Голфском струјом, на северу Северноатлантском струјом, на истоку Канарском струјом, а на југу Северноатлантском екваторијалном струјом. Њих четири заједно чине систем који циркулише у смеру казаљке на сату. Ове океанске струје које се називају Северноатлантски круг. Он лежи између 20° и 35° северно и 40° и 70° западно и широк је приближно 1.100 km (680 mi) и дугачак 3.200 km (2.000 mi). Бермуда се налазе близу западних ивица мора.
Док све горе наведене струје таложе морске биљке и отпад у море, океанска вода у Саргашком мору је карактеристична по својој тамноплавој боји и изузетној бистрини, са подводном видљивошћу до 61 m (200 ft). То је такође водено тело које је заокупило машту јавности, те се тако види у широком спектру књижевних и уметничких дела и у популарној култури.

## Положај и физичко-хемијске карактеристике
Акваторију Саргашког мора ограничавају морске струје, и то Голфска струја на западу, Канарска струја на истоку и Северноекваторијална на југу, док је на северу Северноатлантска струја. Како се мења положај струја тако се мења и положај Саргашког мора. Углавном се протеже између 70° и 40° западне географске дужине те између 20. и 35. северне паралеле. Дужина Саргашког мора је у просеку око 3.200 км, ширина око 1.100 км, а просечна површина је око 8.635.000 км².
Како је акваторија ограничена морским струјама, вода Саргашког мора је увек у стању мировања (зона морске тишине), а изнад саме акваторије налази се зона високог ваздушног притиска (антициклон) са мирним и сувим временом. Просечне температуре површинских слојева морске воде у зимском делу године крећу се од 17° до 23 °C, односно од 23° до 27 °C у летњем делу године. С обзиром на потпуно одсуство падавина и на велику евапорацију, површинске слојеве одликује висок салинитет, а проценат соли по литру морске воде достиже вредности од 37%. Због чистог неба (без облака) боја воде Саргашког мора је изразито светлоплава, а њена провидност достиже и до 61 метар (највећи степен провидности у акваторијама Светског мора).
Просечне дубине се крећу око 6.000 метара, а најдубља тачка налази се у јужном делу мора и лежи на дубини од 6.995 метара.

## Историја
Арапски картограф и путописац Мухамед ел Идриси који је живео у XII веку писао је о извесном Ахмеду ибн Умару који је по налогу маварског владара Али ибн Јусуфа пловио ка западу до мора прекривеног морском травом.
У једном спеву с краја IV века римски писац Руф Фест Авијен описује пустоловине картагинског морепловца Химилка и његово путовање у воде далеко изван Херкулових стубова по којима су попут тепиха разастрте огромне количине чудне морске траве.
Море је добило име по једној врсти алге  (порт. sargaço), чије присуство су открили португалски морепловци приликом истраживања обала Азорских острва још почетком XV века.
Приликом прве експедиције у Нови свет 1492. Кристифор Колумбо је током пловидбе преко ових вода приметио велике количине морских алги жућкасте боје које је назвао sargazo. Иако су алге у ствари биле браон боје, жута боја је долазила од ваздушних мехурића који су их одржавали на површини воде.

## Екологија
Саргашко море је дом за врсту морских алги из рода Sargassum које у непрегледним колонијама плутају по његовој површини.
Захваљујући високој евапорацији и веома слабим струјама салинитет је изразито висок (до 37‰) што онемогућује интензивнији развој планктона који су главна храна рибљих врста. У таквим условима живи биоценоза од 8 врста смеђих алги рода Саргасум, те специфична фауна од неких 50 до 60 врста бескичмењака.
У водама Саргашког мора мресте се европска и америчка јегуља које полажу јаја у алгама. Након излегања ларве напуштају ове воде и мигрирају до западних обала Европе и источних обала Северне Америке. Такође младе јединке главатих морских корњача (Caretta caretta) користећи токове Голфске струје мигрирају у ове воде где остају док не одрасту користећи алге саргасум као заштиту од предатора.
Велики еколошки проблем у Саргашком мору представља гомилање огромних количина биолошки неразградивог чврстог отпада који наносе околне морске струје. Како је морска вода овде у стању мировања, отпад се гомила у великим количинама и стварају се такозване „морске депоније“.
Последњих година приметно је повећање концентрације разних емисија аеросоли (посебно изотопа олова) на подручју саргашке акваторије, а које су последица атмосферског загађења у Европи и САД насталог повећањем потрошње фосилних горива.

## Претње

### Загађење
Захваљујући површинским струјама, Саргашко море акумулира високу концентрацију неразградивог пластичног отпада. Подручје садржи огромну количину смећа у северном Атлантику.
Неколико нација и невладиних организација ујединило се да заштите Саргашко море. Ове организације укључују Комисију за Саргашко море коју су 11. марта 2014. основале владе Азорских острва (Португалија), Бермуда (Уједињено Краљевство), Монака, Уједињеног Краљевства и Сједињених Држава.
Бактерије које конзумирају пластику пронађене су у водама Саргашког мора загађеним пластиком; међутим, није познато да ли ове бактерије на крају чисте отрове или их једноставно шире негде другде у морском микробном екосистему. Пластични остаци могу да апсорбују токсичне хемикалије из загађења океана, потенцијално трујући све што их поједе.

### Друго
Неке људске активности у Саргаском мору негативно су утицале на њега, као што су прекомерни риболов и бродарство.

## Прикази у популарној култури
Саргашко море се у литератури и медијима често приказује као подручје мистерије. У фикцији се често приказује као опасно подручје где су бродови вековима заглибљени у коров, неспособни да побегну.

### Књижевност
Портрет једне жене Езре Паунда отвара се стихом: „Твој ум и ти си наше Саргашко море“, сугеришући да је жена о којој се говори у песми складиште тривијалности и неповезаних чињеница.
Саргашко море се појављује у класичним фантастичним причама Вилијама Хопа Хоџсона, као што су његов роман Чамци „Глен Керига“ (1907), Дон Стардијски роман Виктора Еплтона Дон Старди у луци изгубљених бродова: Или, плови у Саргашком мору, и неколико сродних кратких прича. Двадесет хиљада миља испод мора Жила Верна описује Саргашко море и даје извештај о његовом настанку. Роман Томаса Алибона Жанвијеа из 1898. насловљен је У Саргашком мору.
Широко Саргашко море (1966) Жана Риса је преписивање Шарлот Бронтиног дела Џејн Ејр са гледишта Берте Мејсон.